# Apphianus yuccae
Apphianus yuccae is een keversoort uit de familie spektorren (Dermestidae). De wetenschappelijke naam van de soort werd in 2005 gepubliceerd door Beal.